# Carta de amor

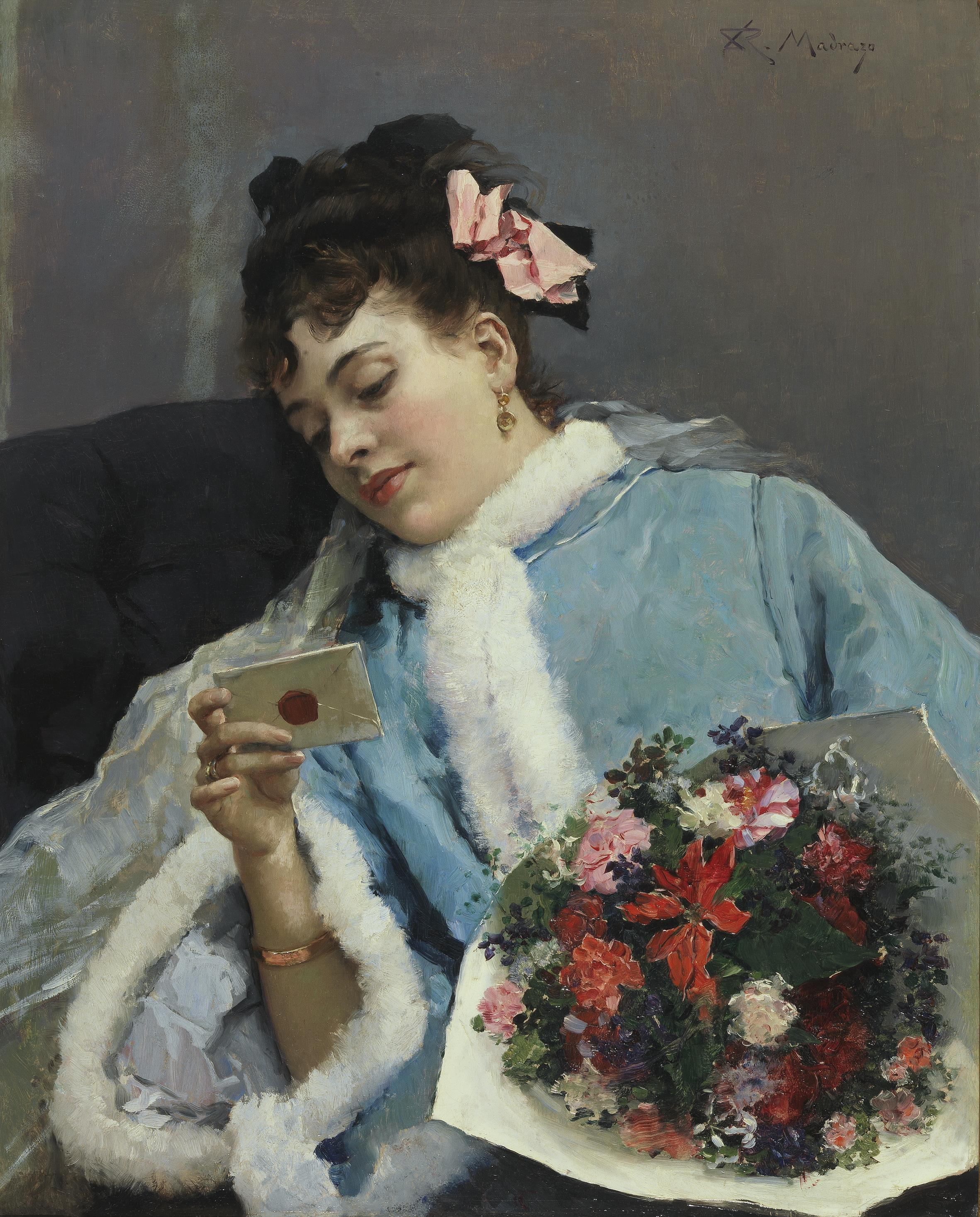
A Carta de Amor, por Raimundo Madrazo.

Uma carta de amor é uma maneira romântica de expressar os sentimentos seja ela escrita na forma informal do português ou formal tendo um único objetivo de expressar-se sobre o amor de uma pessoa na forma escrita. Cada vez mais mandada pelo correio eletrônico, ao invés do correio, a carta pode conter uma simples mensagem de amor ou uma longa declaração de sentimentos.